# Naohisa Takato
Naohisa Takato (n. 30 mai 1993, Shimotsuke, Prefectura Tochigi, Japonia) este un judocan ce a reprezentat Japonia, medaliat olimpic. A participat la 2 ediții ale Jocurilor Olimpice (2016, 2020) în care a câștigat o medalie de aur și o medalie de bronz.